# Vitrius
Vitrius is een monotypisch mosdiertjesgeslacht uit de  familie van de Lacernidae en de orde Cheilostomatida

## Soort
- Vitrius insignis (Hincks, 1881)